# Manius Acilius Faustinus
Manius Acilius Faustinus was ten tijde van het Romeinse Rijk politicus en senator. Hij behoorde tot het geslacht van de Gens Acilia.
Hij was de zoon van Manius Acilius Glabrio, consul in 191.
Faustinus werd in het jaar 210 gewoon consul.